# Sonic the Hedgehog (Archie Comics)
Sonic the Hedgehog, noto anche con il titolo Archie Sonic the Hedgehog, è una serie a fumetti americana tratta dall'omonima serie di videogiochi giapponese pubblicata dalla Archie Comics e dalla Sega of America.
Dopo la fine della sua pubblicazione, i fan hanno creato una versione Web non ufficiale, chiamata Sonic the Hedgehog Online, a partire da dicembre 2017.
Con 20 anni di pubblicazioni e oltre 290 numeri, la serie è entrata nel Guinness World Records per essere la serie a fumetti tratta da un videogioco più longeva mai pubblicata.

## Storia editoriale

### Origini
Archie Comics ha acquisito i diritti per produrre la serie a fumetti. Da lì a poco, Daryl Edelman si è avvicinato allo scrittore Michael Gallagher (con cui aveva lavorato a Betty e Veronica) tramite una telefonata il 23 luglio 1992 affinché quest'ultimo scrivesse storie per il fumetto. Edelman ritenne che Gallagher sarebbe stato adatto a scriverlo per diversi motivi, uno dei quali è il suo lavoro come autore alla Marvel Comics. Dopo aver discusso brevemente le basi della serie e che la miniserie da quattro albi avrebbero contenuto tre storie indipendenti in ogni numero, Edelman disse a Gallagher di "stabilire rapidamente i personaggi attraverso una forte esposizione" usando "la grafica del gioco" (inviate via fax) e aveva bisogno della prima sceneggiatura entro una settimana. Gallagher poi prese il lavoro e andò a lavorare dopo aver ricevuto una pagina di "Sonic Line Art" (che mostra il personaggio in varie pose), quattro pagine di bozzetti che mostrano le illustrazioni dei personaggi e tre pagine di descrizione dei personaggi, luoghi e backstory della serie. In seguito ha dichiarato che i personaggi alla fine divennero "molto familiari a lui e cominciarono a suggerire le proprie storie". Dopo la miniserie, ha cessato di essere l'unico scrittore dei numeri, ma ha continuato a contribuire in tutta la sua carriera.
Il fumetto è stato prodotto dal luglio 1993 (data di copertina; in realtà il primo numero è del maggio 1993) fino a luglio 2017, a seguito di una miniserie promozionale di quattro numeri. Prima della miniserie la DiC Entertainment trasmetteva un omonimo cartone animato che negli USA andava in onda il sabato mattina: doveva avere tre stagioni, ma la terza fu cancellata, e il ventiseiesimo e ultimo episodio della seconda stagione terminava con un cliffhanger che avrebbe dovuto essere la chiave della terza stagione scartata (la liberazione di Naugus). Infatti i primi numeri del fumetto si ispirano al cartone per le storie, i disegni e i personaggi poiché uscirono in parallelo al cartone.
Inizialmente i personaggi e gli antagonisti erano solo gli stessi della serie animata, ma dal numero 6 cominciano ad apparire evidenti adattamenti a vari videogiochi (come Tails Adventure, Sonic Adventure o Sonic Unleashed) a seconda del nuovo personaggio da introdurre: ora nella serie ci sono un centinaio di personaggi. Ci sono stati anche due crossover con la serie a fumetti Mega Man (sempre della Archie Comics), ispirata all'omonima serie di videogiochi della Capcom.

### Cancellazione
A gennaio 2017 la Archie Comics cominciò a non pubblicare più nuovi volumi e a respingere richieste di abbonamento: non fu fornita alcuna spiegazione al riguardo, e tra i fan, preoccupati, si cominciò a vociferare di una possibile cancellazione della serie. Al termine della prima stagione di Riverdale la Archie confermò sui suoi profili social che stava discutendo con Sega riguardo al futuro della serie. Il 19 luglio 2017 Sega annunciò ufficialmente la fine della sua partnership con Archie Comics, confermando così la cancellazione definitiva della serie dopo 24 anni. Due giorni dopo, Sega annuncia di aver stipulato una nuova partnership con la IDW Publishing per crearne una nuova serie a fumetti a partire dall'aprile 2018. Al New York Comic Con dello stesso anno è stato annunciato che Ian Flynn sarebbe stato nuovamente lo sceneggiatore principale.

## Pubblicazione
Il fumetto è incominciato negli Stati Uniti con una miniserie di quattro numeri (cover - datato 1992 al febbraio 1993). Questa è stata seguita pochi mesi dopo dalla serie principale (maggio 1993-luglio 2017). Sono inoltre stati aggiunti numerosi one-shot speciali e in seguito varie ristampe. In Italia il fumetto è inedito.

## Pubblicazioni correlate

### Sonic the Hedgehog Online
A 23 dicembre 2017 un gruppo di fan ha finalmente cominciato pubblicare nuovi volumi (assieme alla serie spin-off Sonic Universe) ambientati nell'universo originale senza includere il primo crossover con la serie di Mega Man, ripartendo dal numero 247 fino a concludersi nel numero 263 e rimpiazzando anche tre albi con una miniserie a fumetti su Knuckles che riparte dal numero 243 con il titolo Knuckles: Endangered Species. Il fumetto è intitolato Sonic the Hedgehog Online (STHO). Inizialmente, la serie originale si è mantenuta su una sola continuità che è durata per i primi duecentoquarantasette numeri, così come per la maggior parte degli spin-off, prima di passare a una continuità alterata dal numero 252 in poi. Sonic the Hedgehog Online cerca di continuare la continuità originale così come è terminata nel numero 247, dando una perfetta conclusione appropriata alle saghe narrative irrisolte di Sally Acorn (divenuta nel Mecha Sally per colpa del Dr. Eggman) e dello stregone Ixis Naugus (divenuto un tirannico sovrano e di aver posseduto il corpo di Geoffrey St. John) che erano in corso all'epoca, per poi continuare con la loro direzione originale.

## Impostazione
La serie è ambientata in un universo parallelo a quello videoludico, permettendo così di attuare modifiche più o meno radicali ai personaggi.
I fumetti seguono le prime avventure di Sonic the Hedgehog e i suoi amici, chiamati i Freedom Fighters (in versione italiana come i Combattenti per la Libertà), che combattono contro il loro eterno nemico, il Dr. Ivo "Eggman" Robotnik. Inizialmente le storie avevano ispirato trama e ambientazione della seconda serie animata del 1993 con l'umorismo e i colori brillanti della precedente; il fumetto ha successivamente ottenuto elementi dei videogiochi e di altri media.
L'universo originale, che è durato fino al numero 247, si trova su una versione alternativa della Terra in cui durante il XXI secolo della storia dell'umanità (circa dodicimila anni prima dell'inizio della serie), lo scienziato Ivan Kintobor (lontano antenato di Eggman) catturò e dissezionò un ambasciatore extraterrestre appartenente a una specie chiamata Xorda, provocandola. Furibondi, gli alieni bombardarono la terra con bombe genetiche il cui intento era estinguere l'umanità e mantenere il pianeta inalterato; i superstiti su una navetta che si trovava a bassa quota si schiantarono in una montagna e costruirono la "città nascosta" (Station Square, esposta all'aperto dopo gli eventi di Sonic Adventure). Tuttavia le bombe scatenarono eruzioni vulcaniche le cui miliardi di tonnellate di cenere e polvere rilasciate nell'atmosfera crearono i Chaos Emerald e nuovi umani con quattro dita per mano e piede noti come Oltreterra (Overlander) e buona parte della fauna terrestre si evolse rapidamente in animali antropomorfi che attraversarono un periodo preistorico e la terra venne ribattezzata Mobius. Questi vennero chiamati mobiani (mobian) e, giunti al loro "medioevo", avevano a cuore natura e ambiente, a differenza degli oltreterra che si ostinavano a usare combustibili fossili. I mobiani tentarono di integrarsi con gli oltreterra in centri abitati condivisi ma invano, a causa delle profonde differenze estetiche e culturali. Nel 3220, anno di nascita di alcuni dei protagonisti, scoppiò un conflitto tra le due civiltà noto come "Grande Guerra"; in un primo momento gli oltreterra ebbero la meglio con facilità sui mobiani a causa dei loro metodi medievali, ma quando l'oltreterra Julian Kintobor disertò i suoi simili venendo gravemente ferito e soccorso dai mobiani guidati da re Maximillian Acorn (succeduto al padre Frederick con scetticismo del mago di corte Ixis Naugus), fornì ai suoi salvatori tecnologie e strategie necessarie per ribaltare la situazione, venendo nominato ministro della guerra. Lo scontro finale nel 3225 fu un duello di scherma tra re Maximillian e il signore degli oltreterra (Overlord), il cui perdente avrebbe dichiarato la resa della propria specie; sconfitto, l'Overlord rispettò i patti e i suoi simili si integrarono con gli umani originali. Tuttavia, da lì a poco, Julian Kintobor, ribattezzatosi dottor Ivo Robotnik, attuò con il nipote Snively (nato Colin Kintobor Jr.) un colpo di stato contro il pacifico Regno degli Acorn e la città di Mobotroplis, robotizzando i suoi abitanti e ribattezzando la capitale "Robotropolis", venendo contrastato dai superstiti noti come Freedom Fighters. La situazione rimane invariata per 10 anni, quando lo scienziato viene ucciso.
A causa degli scontri legali Sega-EA-Archie Comics contro Ken Penders (ex scrittore del fumetto) sulle violazioni del copyright, è stata creata una continuità riavvio con la rimozione di tutti i personaggi creati da Penders e altri scrittori, salvo quelli dello scrittore corrente Ian Flynn, che ha scritto la nuova continuità.

## Trama

### Serie originale (numeri 1-247)
Nel quarantatreesimo numero, il malvagio scienziato-dittatore Julian Kintobor (conosciuto in seguito come il Dr. Ivo Robotnik) è al potere di Robotropolis, a seguito di un colpo di stato attuato dieci anni prima dove ha esiliato il pacifico re Maximillian Acorn nella "Zona del Silenzio"; da allora ha terribilmente robotizzato gli abitanti del pianeta Mobius, rendendoli i suoi servitori meccanici in modo che lo possono obbedire all'istante. Un piccolo gruppo di superstiti, i Freedom Fighters, combatte contro le forze tiranniche del dottor Robotnik dal villaggio appartato di Knothole. Tra i membri ci sono Sonic the Hedgehog, la principessa Sally Alicia Acorn (la figlia del re Acorn), Bunnie Rabbot, Antoine D'Coolette, Rotor Walrus, Miles "Tails" Prower, Amy Rose e Nicole the Holo-Lynx (il computer palmare di Sally). Altri alleati come Dulcy the Dragon, Knuckles the Echidna, Vector the Crocodile, Espio the Chameleon, Charmy Bee e Sir Charles "Chuck" Hedgehog (lo zio di Sonic) si uniscono a loro nei capitoli successivi per porre fine il regno di terrore dello scienziato. Robotnik a sua volta è aiutato dal suo riluttante nipote, il Dr. Snively (in cui il suo vero nome in passato è Colin Kintobor Jr.).
Il Dr. Robotnik incontra la sua meritata morte nel cinquantesimo numero, viene infatti cancellato dall'esistenza dalla sua stessa super arma puntata contro il villaggio di Knothole per poter vincere definitivamente, senza sapere che era stata ripuntata dal nipote Snively, durante l'ultimo scontro del suo odiato nemico Sonic. L'anima di Robotnik incontra e incoraggia un suo ambiguo alter-ego proveniente da un mondo parallelo (Robo-Robotnik, poi noto come il Dottor Eggman), con la sua stessa storia ma robotizzatosi e sconfitto, a prendersi la rivincita nella dimensione principale, diventando l'antagonista principale più ricorrente della serie a fumetti; il suo aspetto cambia, assumendo quello della controparte videoludica, ed è molto più pericoloso e imprevedibile del predecessore. Arrivano inoltre altri antagonisti, tra cui l'Ordine degli Ixis, Geoffrey St. John (il giovane apprendista di Ixis Naugus, nonché l'antieroico rivale in amore di Sonic nei confronti di Sally), Kodos the Lion, A.D.A.M., la Iron Queen, il Cacciatore, Scourge the Hedgehog (la controparte malvagia di Sonic), la Battle Bird Armada, la Suppression Squad (la controparte malvagia dei Freedom Fighters) da un universo parallelo e l'Egg Legione Oscura, un'unione di due fazioni tecnocratiche di echidna (Legione Oscura) e infine le forze armate dell'Impero di Eggman.
Gli Xorda, una razza extraterrestre le cui azioni in passato hanno trasformato le persone ed evoluto gli animali in antropomorfi, cerca di distruggere il pianeta. Sonic li sconfigge, solo che si perde nello spazio e torna a casa dopo un anno, durante il quale viene creduto morto ed Eggman fonda il suo Impero. Il re Acorn viene avvelenato da Patch (la controparte malvagia di Antoine) e il trono cade nelle mani del figlio, il principe Elias. Per un breve periodo, Snively si allea ai Freedom Fighters per tradirli e permettere allo zio di bombardare Knothole con la Egg Fleet. I cittadini vengono imprigionati nelle Egg Grapes, ma Sonic li libera e Nicole utilizza i naniti per creare New Mobotropolis. Amadeus Prower (il padre di Tails) cerca di portare la democrazia in città, ma Sally impedisce una guerra civile organizzando urne con cui viene eletto il Consiglio degli Acorn, composto da funzionari reali e pubblici.
Nel numero 200, Eggman ha un esaurimento nervoso a causa dei suoi tentativi falliti di controllare il pianeta, così Snively e la Iron Queen prendono in consegna il suo impero e scatenano una lunga guerra contro i Freedom Fighters. Il malvagio stregone Ixis Naugus viene a giudicare New Mobotropolis come re a causa di un accordo che il padre di Sally aveva fatto con lui; nel mentre Eggman torna al potere improvvisamente scatenando la Genesis Wave, alterando il mondo, ma Sonic lo ripristina. Sally si sacrifica per fermare la super-arma di Eggman, il Robotizzatore Mondiale, e diventa un robot (Mecha Sally). I nostri eroi allora formano il Team Freedom e il Team Fighters per combattere contro le forze malvagie di Eggman e di Naugus.

### Serie crossover (numeri 248-251 e 273-275)
Eggman attiva una seconda Genesis Wave, che teletrasporta Sonic e altri personaggi nel mondo di Mega Man, che conduce al crossover Sonic and Mega Man: When Worlds Collide; proprio quando Sonic cerca di ripristinare il suo multiverso Eggman interferisce e i protagonisti si spostano in una dimensione parallela lasciando dietro tutti i personaggi dell'universo originale creati dai vari autori. Nel 2014 c'è stato un secondo crossover, Worlds Unite, con altri personaggi di titoli SEGA (NiGHTS, Billy Hatcher, Alex Kidd, Golden Axe, Skies of Arcadia e Panzer Dragoon) e Capcom (Street Fighter, Monster Hunter, Viewtiful Joe, Breath of Fire, Ghosts 'n Goblins e Ōkami) nei loro mondi differenti.

### Serie reboot (numeri 252-290)
La nuova continuità è stata introdotta nel numero 252 in una dimensione parallela alla serie originale in cui il Dr. Eggman cerca continuamente di conquistare il mondo in una dimensione dove si sente più sicuro per farlo, assieme al Dr. Snively, Orbot, Cubot e gli altri malvagi leader delle loro forze armate, che si fanno chiamare gli Egg Boss: Axel the Water Buffalo, Lord Mordred Hood, Tundra the Walrus, Cassia the Pronghorn, Clove the Pronghorn, Thunderbolt the Chinchilla, Nephthys the Vulture, il Grande Badoru Kukku (arcinemico di Tails), Akhlut the Orca, Abyss the Squid, Conquering Storm, Maw the Thylacine e Wendy Naugus. Quest'ultima è una strega cattiva, sorella gemella di Walter (noto come Ixis prima del riavvio) che, a seguito del tentativo fallito di impossessarsi di Eggmanlandia, giura fedeltà all'Impero di Eggman.
A causa della distorsione del nuovo mondo, Sonic guadagna i ricordi della controparte dell'universo originale, che vengono poi trasmessi a Tails, Sally, Rotor, Antoine, Bunnie, Amy Rose e Walter Naugus quando entrano in contatto con Nicole. Tuttavia, questo mondo è alterato dalla seconda Genesis Wave e la Terra è divisa in pezzi, determinando il risveglio di Dark Gaia (che porta agli stessi eventi del videogioco Sonic Unleashed) come l'ultimo potentissimo avversario del protagonista che conclude questa serie a fumetti dopo 24 anni (dal 1993 al 2017).

## Spin-off, crossover e serie correlate
La serie è stata originariamente pubblicata con una miniserie di quattro numeri, con il primo numero etichettato come "numero 0". Alla fine del quarto numero della serie, è stato annunciato che Sonic sarebbe tornato in una serie regolare e il numero successivo è stato pubblicato come "primo numero" della serie regolare.
Archie Comics ha pubblicato vari numeri speciali parallelamente alla serie principale (Sonic Super Special). Più lunghi dei numeri della serie regolare, questi volumi speciali presentano storie che coinvolgono Sonic e altri personaggi. Diverse miniserie sono state pubblicate, con personaggi come Sally, Tails e Knuckles.
A causa della popolarità degli speciali e delle miniserie che caratterizzano Knuckles, nel 1997, Knuckles the Echidna è diventata una serie spin-off. Le storie di Knuckles presentano un proprio cast di personaggi, tra cui i Chaotix. Nel 1999, la serie è stata cancellata, ma le storie sono proseguite nelle pagine di Sonic the Hedgehog venendo poi gradualmente eliminate fino al numero 125. In questa forma, un tipico albo di Sonic comprendeva una storia di Sonic e una seconda più breve su Knuckles.
Al fine di consentire storie che si incentrano maggiormente sui personaggi, in particolare gli altri personaggi presenti nei videogiochi, è stato introdotto lo spin-off Sonic Universe. Questa serie ha incluso una vasta gamma di personaggi precedentemente introdotti in albi della serie principale, oltre a permettere l'introduzione di ulteriori personaggi al cast del fumetto primario. In genere, la serie è suddivisa in archi lunghi quattro numeri ciascuno, concentrandosi su uno o più personaggi, anche se le storie di un albo sono state rilasciate più avanti rispetto a dove si collocano nel filone principale.
Archie ha anche prodotto due serie di Sonic sulla base di altri rami del franchise di Sonic, vale a dire l'anime Sonic X e la serie animata Sonic Boom (e i suoi prequel videoludici L'ascesa di Lyric, Frammenti di cristallo e Fuoco e ghiaccio, compreso il sequel/spin-off del videogioco Sonic Dash). La serie a fumetti Sonic X è incominciata nel settembre 2005 e si è conclusa dopo quaranta volumi, l'ultimo dei quali ha caratterizzato una storia crossover con i personaggi principali di Sonic the Hedgehog (Shadow e Metal Sonic), che è servita come un prequel del primo numero di Sonic Universe. La linea di Sonic Boom è incominciata nell’ottobre 2014 e fu poi incorporata in Worlds Unite prima di concludere con il suo undicesimo albo nel settembre del 2015.
La serie Archie Sonic ha anche prodotto diversi volumi nei Free Comic Book Day, che in genere caratterizzano sia ristampe di albi più vecchi o nuove storie che rientrano nella continuità della serie. Dal 2013 questi volumi sono serviti come una speciale combinazione di fumetti gratis con la serie Mega Man; un albo di Sonic Free Comic Book Day ha pubblicato prequel di Sonic Lost World, è stato rilasciato anche nel 2013 per la Festa del fumetto di Halloween. Varie compilation sono state messe insieme, come ad esempio Sonic Saga Series, Sonic and Knuckles Archives, Sonic the Hedgehog, Sonic Universe e graphic novel standalone, Sonic Legacy, Il meglio di Sonic the Hedgehog, Sonic Super Digest e Sonic Super Magazine Special. Seguendo Worlds Collide le ultime due serie e il fumetto gratuito è incominciata con piani di una serie intitolata Sonic Comic Origins, che ha indicato le storie di vari personaggi nella continuità post-riavvio.
Sono stati creati anche tre fumetti pannello simili a quelli che si trovano in un giornale alla fine di alcuni numeri chiamati Off-Panel. È stato originariamente trovato nella serie principale e fu poi proseguito nella serie spin-off Sonic Universe. Le prime strisce vedevano la versione romanzata del personale interagire con i personaggi dei fumetti, elemento poi rimosso, ma ha sempre conservato gag comiche relative alla storia principale degli albi, spesso contenenti una rottura della quarta parete.

## Personaggi

### Freedom Fighters
- Sonic the Hedgehog: è un giovane riccio mobian blu di 17 anni[N 1] capace di correre a velocità supersonica e, insieme a Sally, il leader dei Freedom Fighters e il protagonista della serie. Ha un carattere scherzoso e irriverente e, nonostante certe volte appaia egocentrico, testardo e arrogante, ha un grande cuore e tiene soprattutto ai suoi compagni di squadra e al "fratello adottivo" Tails. Prima del riavvio era nato come ??? Maurice Hedgehog[N 2] in onore dei nonni, ma poiché gli danno fastidio ha legalmente cambiato il nome in "Sonic" senza voler mancare di rispetto ai suddetti parenti. È innamorato di Sally, la quale ricambia i suoi sentimenti, nonostante i due si siano separati varie volte nel corso della serie a causa di malintesi o litigi; nel futuro alternativo di Light Mobius i due addirittura si sposano, diventando di conseguenza il re e la regina di Mobotropolis, e hanno due figli, Sonia e Manik. A differenza della sua versione videoludica sa nuotare, nonostante abbia comunque una grande paura dell'acqua: questa modifica verrà poi ripristinata nel reboot della serie. È inoltre un ottimo chitarrista, e ha spesso suonato assieme ai Forget-Me-Knots e all'amica Mina riscuotendo molto successo tra gli abitanti di Knothole.
- Sally Alicia Acorn: è una principessa ed erede al trono del villaggio di Knothole, è una chipmunk mobian dai capelli rossi e leader insieme a Sonic dei Freedom Fighters. Ha un carattere molto forte e serio ed è un'ottima stratega, nonché esperta di arti marziali. Spesso trova Sonic insopportabile a causa dei caratteri opposti, nonostante ne sia perdutamente innamorata e ricambiata da questi. Verrà trasformata in un robot verso la fine della serie, per poi tornare normale dopo il reboot. A seconda dei disegnatori, Sally a volte o è bassa e dalla corta capigliatura o alta, slanciata, seducente e dai capelli lunghi e sciolti. Dopo il reboot cambia totalmente il vestiario, aggiungendo al gilet e agli stivali blu un top e degli short neri, oltre a bracciali che possono creare armi olografiche. Ha 17 anni ed è di qualche mese più giovane di Sonic.
- Bunnie "Rabbot" D'Coolette: è una coniglietta/cyborg mobian gialla, membro dei Freedom Fighters e amica di Sally. All'inizio era un normale coniglio antropomorfo, poi robotizzata a metà a causa del Dottor Robotnik. Al posto del braccio sinistro e le gambe ha delle protesi che le permettono di volare, sparare raggi laser e molto altro. Indossa sempre un costume da bagno rosa e, più recentemente, un borsalino e una giacca di pelle, e tiene i capelli raccolti in una lunga treccia. Verso la metà della serie si sposa con Antoine, mentre verso la fine ritorna totalmente organica per poi sparire misteriosamente. Nel reboot la sua backstory viene cambiata totalmente: qui la coniglietta, essendo in pericolo di vita, viene robotizzata per metà da parte dello zio di Sonic, Chuck; questa versione è per il resto quasi identica a quella originale. È caratterizzata inoltre da un forte accento sudista essendo originaria delle Baronie Meridionali (Southern Baronies) e tende a chiamare Sonic "Sugarhog" ("Zucchericcio") e semplicemente "Sugah" gli altri compagni.
- Antoine D'Coolette: è un coyote mobian codardo che serve la famiglia degli Acorn. È caratterizzato dalla sua abilità con la spada e da un marcato accento francese. All'inizio della serie cerca continuamente di fare il cascamorto con Sally, fallendo ogni volta, per poi cominciare a provare sentimenti per Bunnie e finendo per sposarla. Viene sostituito per un breve periodo di tempo dalla sua malefica versione alternativa Patch, e verso la fine finisce in un coma dal quale non uscirà mai a causa del reboot: qui Antoine è molto più coraggioso della sua precedente versione e indossa una divisa diversa, ma è ancora sposato con Bunnie.
- Miles "Tails" Prower: una giovane volpe mobian maschio gialla in grado di volare grazie alle sue due code come un elicottero, molto portato in meccanica ed elettronica. È il più grande fan di Sonic, con il quale ha un rapporto quasi fraterno: in generale tratta i suoi compagni Freedom Fighters come la famiglia che non ha mai conosciuto e mostra di avere un buon rapporto anche con Sally, tanto da chiamarla "Zia Sal". Appare molto più ingenuo della sua geniale versione videoludica, caratteristica che tenderà a scomparire nel corso della serie ritornando il genio della meccanica di sempre: lo dimostrerà soprattutto dopo aver costruito T-Pup, un cagnolino robotico multiuso basato su quello comparso in Tails Adventure, nel numero 17 di Sonic Universe. Per una ventina di numeri svilupperà una sorta di odio verso Sonic a causa di un malinteso voluto da Fiona, una volpina che aveva lasciato Tails per Sonic appunto (che era in realtà Scourge), e in questo periodo vengono presentati per la prima volta i genitori Amedeus e Rosemary Prower. Veniva inoltre definito "Il Prescelto", cioè colui che un giorno avrebbe unito tutti i Chaos Emerald di ogni colore in un'unica gemma, rendendoli sette come nei videogiochi; se assorbe gli smeraldi si trasforma in Turbo Tails, dove indossa un mantello da supereroe rosso. Se invece assorbe un Super Emerald si trasforma in Hyper Tails, identico alla controparte videoludica ma meno potente. Dopo il reboot della serie il suo carattere e il suo aspetto rimangono pressoché identici, ma qui è ufficialmente il co-meccanico del team. Ha 11 anni.
- Rotor the Walrus: è un grosso tricheco mobian viola, tecnico della squadra. È molto goffo e simpatico e ha una grande intelligenza, il che lo porta spesso a costruire macchinari per aiutare Sonic e i suoi compagni. Dopo il reboot subirà un redesign che lo rende più muscoloso e indosserà un paio di stivali.
- Chip/Light Gaia: dio primordiale e messaggero della luce, Light Gaia (soprannominato Chip) è lo spirito del mondo. Comparso dopo il reboot è identico alla sua controparte comparsa in Sonic Unleashed. A causa della seconda Genesis Wave, la terra è frammentata in sette continenti galleggianti attorno al nucleo e sia lui che il demone Dark Gaia si sono risvegliati. A differenza del gioco è stato trovato dai Chaotix.
- Knuckles the Echidna: è un'echidna mobian rosso molto testardo e talvolta irascibile, guardiano del Master Emerald e alleato/rivale di Sonic. È uno dei personaggi più popolari della serie, tanto da ricevere uno spin-off a fumetti di circa trenta albi mensili. È innamorato e ricambiato dall'affascinante echidna/cyborg Julie-Su, e nell'universo alternativo di Mobius Light i due sono sposati. Ha 17 anni ed è di qualche mese più giovane di Sonic e più vecchio di Sally.
- Amy Rose: è una giovane riccia mobian femmina rosa, caratterizzata da aculei pettinati a caschetto e dal suo gigantesco martello a soffietto, il martello Pikopiko. Ha 15 anni ed è perdutamente innamorata di Sonic, cosa che la porta a litigare spesso con Sally e, talvolta, con Tails. Ciononostante è molto meno ossessionata da lui rispetto alla sua versione videoludica, anche se parte all'attacco ogni volta che il rapporto tra Sonic e Sally vacilla.
- Cream the Rabbit e Cheese the Chao: Cream è una dolce coniglietta mobian di 9 anni e il suo amico Cheese un Chao. I due vivono assieme alla madre Vanilla e al fratellino Chocola, un Chao anch'esso, e fanno parte dei Freedom Fighters: l'importanza del loro ruolo verrà aumentata dopo il reboot della serie, in cui diventeranno membri fissi. Nonostante la giovane età, Cream è molto coraggiosa e non disdegna mai una bella avventura con i suoi amici. È una grande amica di Amy, Big e Blaze ed è in grado di volare sbattendo le lunghe orecchie come ali.
- Big the Cat: è un grosso gatto mobian viola piuttosto pacifico e amante della pesca, migliore amico di Amy, Cream e di tutte le rane: tra queste preferisce passare di più il tempo con Froggy, la quale è stata una volta assorbita da Chaos. Membro dei Freedom Fighters, il suo ruolo aumenterà maggiormente con il reboot.
- NICOLE the Holo-Lynx: è un'avanzatissima intelligenza artificiale, vera e propria mente dei Freedom Fighters: concepita inizialmente come un semplice computer palmare posseduto da Sally, andando avanti nella serie le viene dato un corpo olografico che le dà l'aspetto di una giovane e bellissima lince (da qui il nome Holo-Lynx). Dopo il reboot cambia soltanto il suo vestiario, al quale vengono aggiunti degli stivali neri e bianchi (nella serie originale era scalza, mostrando zampe animalesche come piedi), e il suo ruolo diventa molto importante per far recuperare la memoria sugli avvenimenti dell'universo Pre Genesis Wave ai suoi compagni Freedom Fighters.

### Chaotix
- Vector the Crocodile: è il capo dell'ufficio investigativo Chaotix, Vector è un coccodrillo mobian detective amante della musica e molto confusionario, ma dal grande cuore. La sua maggiore preoccupazione è quella di guadagnare soldi per pagare l'affitto dell'ufficio dove vive assieme ai compagni.
- Charmy Bee: è un'ape mobian maschio e principe delle api, è poco più di un bambino ma non per questo innocuo: è infatti in grado di volare ed è molto forte. Ha un carattere burlone e talvolta risulta fastidioso. È innamorato di una giovane ape di nome Saffron.
- Espio the Chameleon: è un camaleonte mobian fucsia ed è un ninja dal carattere serio, che parla solo quando ne ha strettamente bisogno. Sembra essere innamorato di NICOLE.
- Mighty the Armadillo: è un armadillo mobian dalla forza fisica notevole (dono di Mammooth Mogul) e gentile. Nell'universo originale era il primogenito di una coppia di ladri che furono in seguito arrestati: senza mai capirne il motivo, cercò di liberarli grazie alla sua forza sovrumana donatagli da Mammoth Mogul, ma invano poiché i suoi genitori furono giustiziati. In seguito si unì ai Chaotix, Ray e sua sorella minore Matilda, precedentemente affiliata alla Dark Legion. Al contrario della sua versione videoludica, nei fumetti Mighty ha molto più spazio. È un grande amico di Ray.
- Ray the Flying Squirrel: è un giovane scoiattolo volante, grande amico di Mighty: come lui, infatti, ha più spazio nelle storie.

### Personaggi secondari e alleati
- Shadow the Hedgehog: è un riccio mobian nero e rosso, Shadow è in realtà un esperimento per la creazione della forma di vita perfetta del professor Gerald Robotnik; inizialmente nemico e poi alleato di Sonic, questi tiene molto alla nipote del suo creatore, Maria Robotnik, ormai morta da tempo. Nonostante non sia veloce come Sonic, è in grado di teletrasportarsi, muoversi a grande velocità e diventare Super Shadow usando il potere degli Smeraldi del Caos (Chaos Control). Ha almeno 50 anni ma ne dimostra 18 (dal aspetto fisico) ed è virtualmente immortale, il che lo porta a non legare con le persone che ha intorno sapendo che queste prima o poi moriranno.
- Rouge the Bat: è una pipistrello mobian femmina bianca incredibilmente attraente, cacciatrice di tesori e agente del GUN part-time. Aveva un'ossessione per i gioielli e le pietre preziose e il più delle volte il suo obiettivo era quello di rubare e tenere per sé i Chaos Emerald, anche se spesso si offre per aiutare molto Sonic o Shadow nelle loro avventure. La sua età è imprecisata (sembra abbia più di 18 anni) e spesso flirta con Knuckles per fare amicizia, sfruttando la sua bellezza a proprio vantaggio.
- E-123 Omega: spesso chiamato semplicemente Omega, è uno dei vari robot scartati da Eggman e l'ultimo della serie E-100. Appare incredibilmente scontroso, testardo e narcisista, tanto da definirsi il miglior robot mai creato da Robotnik, e i suoi unici due obbiettivi sono quelli di vendicarsi del suo creatore per non averlo mai utilizzato e distruggere ogni suo robot per dimostrare la propria superiorità; ciononostante, è un compagno di squadra e alleato di Shadow e Rouge, che considera addirittura i suoi unici amici. Pur non essendo programmato per provare emozioni, capisce e comprende lo stato d'animo dei suoi alleati, confortandoli come meglio può e condividendone i sentimenti.
- Silver the Hedgehog: è un riccio mobian dal pelo grigio e bianco proveniente da un futuro distopico: molto spesso quindi torna indietro nel tempo per impedire certi avvenimenti e modificare il corso degli eventi. È un amico di Sonic e il più delle volte lo aiuta a sconfiggere il cattivo di turno, ed è innamorato e ricambiato dalla gatta Blaze, proveniente dalla Sol Dimension. È dotato di poteri psichici quali telecinesi, volo e teletrasporto, e sembra avere la stessa età di Sonic. Nell'universo originale era apprendista del malefico Mammoth Mogul e cercava di scovare ed eliminare "il traditore", responsabile dello stato di rovina del suo mondo. Unitosi ai Secret Freedom Fighters di re Elias Acorn, comprese troppo tardi che il soggetto in questione era Mecha Sally, ovvero Sally sacrificatasi per il suo popolo e divenuta serva del Dr. Eggman.
- Blaze the Cat: è una gatta mobian lavanda, principessa della Sol Dimension e alleata di Sonic. È dotata di pirocinesi e il suo peggior nemico è Eggman Nega, proveniente dallo stesso futuro di Silver: i due si sono conosciuti probabilmente a causa di un viaggio dimensionale e temporale prima degli eventi di Sonic the Hedgehog (2006) e sono innamorati. Sembra avere la stessa età di Sonic.
- Sir Charles Hedgehog: spesso chiamato Chuck, è lo zio di Sonic e per molto tempo unico familiare conosciuto di questi. È molto simile al nipote tranne che per un grosso paio di baffi bianchi, occhiali tondi, folte sopracciglia e una pelliccia di colore blu sbiadito, ed è il fratello di Jules Hedgehog e suocero di Bernadette Hedgehog. All'inizio della serie viene robotizzato e solo in seguito ritrovato e fatto tornare normale dai Freedom Fighters, stabilendosi definitivamente a casa del nipote insieme ai suoi genitori. È molto intelligente e simpatico, ed è stato lui a costruire la macchina robotizzatrice che salvò la vita a Jules durante la Grande Guerra tra Mobiani e umani, in seguito rubatagli da Robotnik per i suoi scopi malefici. Nel reboot sarà l'unico familiare di Sonic ad apparire a causa dei diritti d'autore detenuti da Ken Penders su Jules e Bernadette.
- Bernadette e Jules Hedgehog: è una coppia sposata di ricci, genitori di Sonic ed ex-soldati nella Grande Guerra. La madre Bernadette è caratterizzata da una pelliccia lavanda e un ciuffo biondo di capelli, ed è molto protettiva verso il figlio; il padre è caratterizzato dal fatto che... è un robot: venne infatti robotizzato dal fratello Charles per poter continuare a vivere, ed è l'unico membro della famiglia di Sonic a essere diventato e a rimanere un robot nel corso di tutta la serie. Entrambi vengono rimossi dopo il reboot a causa dei diritti detenuti da Ken Penders sui due.
- Mina Mongoose: è una giovane e affascinante mangusta mobian gialla dai capelli viola, cantante dei Forget-Me-Knoths e amica di Sonic. I due si sono conosciuti poco prima di aver ricominciato gli studi a causa della guerra contro Eggman, ed è stato proprio il nostro riccio blu a insegnarle a usare la sua supervelocità: lei arriverà addirittura a strappargli un bacio verso il centesimo numero della serie, incominciando così una breve relazione non del tutto ricambiata da Sonic. Come molti personaggi femminili, anche Mina ha un aspetto variabile a seconda dei disegnatori: da bassa e "cartoonosa" per alcuni ad alta, magra e dalle proporzioni e curve quasi umane per altri. È un'ottima cantante e velocista e ha 16 anni.
- Shard the Metal Sonic: è un robot creato dal Dr. Eggman subito dopo il tie-in di Sonic Adventure inizialmente come una variante della serie dei Metal Sonic e nemico dei Freedom Fighters, in seguito è stato ricostruito da Charles Hedgehog ed è diventato nero a strisce gialle. Poco prima del reboot era membro dei Secret Freedom Fighters, insieme ai quali è riuscito a cristallizzare il malvagio stregone Naugus. Non è presente nel reboot a causa di diritti d'autore.
- Abraham Tower: il freddo e severo comandante della squadra militare G.U.N. è lui ad affidare le varie missioni al Team Dark, suoi fidi agenti. Come la sua controparte videoludica, ha l'eterocromia.

### Eroi esclusivi dei crossover
- Mega Man (Rock): è un androide dall'aspetto di un adolescente costruito dal Dr. Light nel 20XX, fratello maggiore di Roll e minore di Blues (Proto Man), proveniente dal fumetto tratto dall'omonima serie di videogiochi: compare nella serie a fumetti di Sonic durante gli eventi Worlds Collide e Worlds Unite per aiutare il protagonista a sconfiggere Dr. Wily e Dr. Eggman. Tiene molto alla sorella minore (roboticamente parlando, essendo lei stata costruita tempo dopo Rock) Roll, al fratello maggiore Blues e al "padre" Thomas Light ed è un grande amico e alleato dei Robot Masters Originali (Cut Man, Guts Man, Bomb Man, Ice Man, Fire Man, Elec Man, Time Man e Oil Man). È caratterizzato da un senso della giustizia e da un'intelligenza smisurata, essendo stato concepito inizialmente come aiutante di laboratorio del padre Light, ed è in grado di copiare le abilità dei Robot Masters che sconfigge.
- Roll: spesso chiamata Roll-Chan dai fan, è una androide femmina dall'aspetto di una bambina, sorella minore di Rock e Blues, creata dal Dr. Light nell'anno 20XX. Al contrario di Rock non combatte, preferendo aiutare il "padre" in laboratorio, conferendole un'intelligenza pari a quella del fratello. Sembra avere un rapporto quasi ossessivo con i lavori domestici e le pulizie.

### Antagonisti

#### Antagonisti principali

##### Impero di Eggman
- Julian Kintobor / Dr. Ivo Robotnik: l'antagonista principale del primo ciclo della serie (dal numero 1 al 50), è uno scienziato malvagio con gli affetti da manie di conquista e sottomissione. All'inizio della serie era nato all'anagrafe come Julian Kintobor e abbandonò i suoi simili che lo ferirono gravemente: soccorso da Jules e Charles Hedgehog, fu nominato ministro della guerra e comandante esecutivo dell'esercito degli Acorn. Aiutò i Mobian a combattere e vincere la Grande Guerra contro i cattivi umani per poi rubare il robotizzatore a Charles Hedgehog usandolo per ottenere i propri schiavi con l'aiuto del nipote Snively. Dopo aver esiliato il pacifico re Maximillian Acorn nella "Zona del Silenzio" divenne il tirannico dittatore del pianeta Mobius per 10 anni finché, nel cinquantesimo numero, fu ucciso dalla sua stessa super arma, attivata accidentalmente dal dottor Snively in cui doveva essere puntato contro il villaggio di Knothole in modo per completare la sua vittoria finale, mentre combatteva per l'ultima volta con il suo odiato nemico Sonic.
- Robo-Robotnik / Ivo Robotnik / Dr. Eggman: l'antagonista principale, ma alcune volte antieroe, dell'intera serie e arcinemico personale di Sonic e dei Freedom Fighters. Si tratta di una controparte del Robotnik originale, proveniente da un mondo parallelo con la sua stessa storia; nel tentativo di eliminare i suoi nemici si robotizzò e venne sconfitto. Non appena la sua anima incontrò quella del Robotnik originale, questi lo incoraggiò a prendere il suo posto. L'aspetto del personaggio cambia, assumendo quello della controparte videoludica, ed è molto più spietato, ambizioso, egoista, arrogante, irascibile, megalomane, pericoloso e imprevedibile del predecessore (anche se a volte può dimostrare onorevole e rispettabile nei confronti dei suoi fastidiosi nemici, e quindi è meno malvagio di quello precedente). Come spiegato da Zonic the Zone Cop, dato che il Sonic di ogni dimensione deve combattere un Robotnik, gli Zone Cops non hanno il permesso di arrestarlo per violazione di dimensione ed è il più fedele al defunto predecessore. Nel settantacinquesimo numero si era reincarnato nel suo corpo biosintetico proveniente da un'altra dimensione che ha le sembianze della controparte videoludica. Questa serie di eventi fu organizzata per spiegare ai fan il suo redesign introdotto nel 1998. Dopo il reboot è diventato più simile ad essa.
- Colin Kintobor Jr. / Dr. Snively Robotnik / Dr. Julian Snively: già comparso nel cartone animato del 1993, è uno scienziato dalla bassa statura quasi calvo e nipote del Dr. Eggman. Nell'universo originale il suo vero nome era Colin Kintobor Jr. e insieme allo zio ha conquistato Mobius. Siccome veniva costantemente preso in giro anche dai suoi sgherri, nel numero 50 attiva la super arma costruita dallo stesso Dr. Robotnik, uccidendolo. Nuovamente alleato del Dr. Eggman dal numero 75 fino al 200, dopo essere stato deposto insieme alla Iron Queen (sua fidanzata) dai Freedom Fighters, viene catturato e imprigionato in una capsula insieme al suo amore dal Dr. Eggman per averlo tradito. Dopo il reboot si chiama Dr. Julian Snively ed era inizialmente il braccio destro di Eggman per poi diventare indipendente. Questa volta, i due non hanno alcuna parentela.
- Metal Sonic: è un robot simile a Sonic, suo acerrimo rivale, compare per la prima volta nel numero 25, adattamento di Sonic CD. Nell'universo originale era una serie di robot che veniva continuamente distrutto e rimpiazzato con un modello potenziato, addirittura il suo creatore era arrivato alla versione 3.0. Uno di questi modelli è diventato Shard the Metal Sonic, guardiano di New Mobotropolis. Dopo il reboot è diventato un unico robot come nei videogiochi e ha assunto inoltre le forme Neo Metal Sonic e Metal Overlord, visibili in alcuni flashback come riferimento a Sonic Heroes. A differenza del videogioco però, nel fumetto viene fermato dai Chaotix, perché il Metal Overlord è un personaggio che piace poco allo scrittore Ian Flynn.
- Orbot & Cubot: Orbot è un robot sferico rosso, Cubot è invece un cubo giallo. Sono i due lacchè del Dr. Eggman. Comparsi per la prima volta nel numero 236, sono esteticamente e caratterialmente identici alle loro controparti videoludiche. Curioso è il fatto che prima del reboot, Cubot parlava con un accento tedesco.
- SWATbots / Egg Swat: sono i malvagi robot-sentinella del Dr. Eggman. Nei primi numeri erano identici a quelli del cartone, mentre a partire dal numero 234 (pubblicato nel 2012) vengono rinominati Egg Swat e hanno totalmente cambiato aspetto, con un enorme corpo sferico rosso e giallo e una testa grigio metallico a forma di elmo. Sono armati di laser.

##### Ordine degli Ixis
- Ixis Naugus: è un potente e malvagio stregone dalle sembianze di un troll e mutaforma. Inizialmente mago di corte degli Acorn, poi collaboratore del Dr. Robotnik, scoprì insieme a lui la Zona del silenzio (che in futuro si rivelerà essere la Zona Speciale dove sono custoditi i Chaos Emerald). Il Dr. Robotnik lo tradì imprigionandolo in quella dimensione finché, dopo la morte dello scienziato, riuscì a uscirne e perseguitare i Freedom Fighters in più occasioni. Poco prima del reboot è riuscito a usurpare il trono degli Acorn insieme al suo apprendista ma vengono entrambi cristallizzati dai Secret Freedom Fighters. Dopo il reboot è stato richiamato Walter Naugus e ha una sorella gemella, Wendy. A causa della sua capacità di manipolazione, nel reboot è ricercato dalla G.U.N. e nel numero 90 di Sonic Universe viene arrestato dal Team Dark e incarcerato dalla giustizia.
- Mammoth Mogul: è uno stregone decimillenario malvagio e potentissimo dall'aspetto di un mammut mobian, proveniente da una dimensione parallela e capo dell'ordine degli Ixis. Ha donato a Mighty the Armadillo la sua forza per aiutarlo a salvare i suoi genitori ladri dall'esecuzione ma invano. Nel futuro è il mentore di Silver the Hedgehog e lo ha depistato nella sua ricerca del "traditore". il soggetto in questione era Mecha Sally.
- Geoffrey St. John: è una puzzola mobian maschio innamorato di Sally Acorn, per la quale ha spesso litigato con il nemico/amico Sonic. A causa del suo ruolo neutrale è considerato più comunemente un antieroe e risulta essere tra i personaggi preferiti dai fan. Nel numero 220, Ixis Naugus prende il controllo del suo corpo con la telepatia e ne fa il suo apprendista. Tuttavia i Secret Freedom Fighters li fermano entrambi.
- Agunus Rhino:
- Nusgau Bat:
- Suguna Lobster:
- Ixis Vale:

##### Egg Boss
- Axel the Water Buffalo: è stato il primo Egg Boss a venire presentato al pubblico nei fumetti Archie dopo il reboot. Si tratta di un bufalo d'acqua antropomorfo, capo delle truppe di Eggman in Efrika (parodia dell'Africa). Ha un carattere severo e scorbutico ed è molto fedele al suo capo.
- Tundra the Walrus: è un tricheco mobian, comandante delle truppe del Dr. Eggman nell'artico. È inoltre il crudele e abusivo padre di Rotor. Quando quest'ultimo era piccolo viveva con sua madre ma l'ha persa presto a causa di una malattia e non aveva mai conosciuto suo padre.
- Thunderbolt the Chinchilla: è una cincillà mobian, una degli Egg Boss più spietati. Comanda le truppe in stanza nella Soumerca (parodia dell'America del Sud). Quando stava per sottrarre un Chaos Emerald ai Freedom Fighters, Sonic, in preda allo stress, si è trasformato nel Werehog e per poco non ha ucciso la stessa Thunderbolt.
- Akhlut the Orca: è un'orca mobian comparsa prima del reboot. Inizialmente era una vera e propria orca messa a guardia del Death Egg Mark II, dopo il reboot ha assunto un aspetto antropomorfo e il ruolo di Egg Boss.
- Grande Badoru Kukku: è un uccello diabolico e crudele, l'attuale leader dell'armata imperiale Battle Bird Armada, padre di Speedy e arcinemico di Tails, nonché uno degli Egg Boss. Prende il suo aspetto da Kukku, antagonista principale del gioco Tails Adventure.
- Wendy Naugus: è una strega malvagia dalle sembianze di un troll, sorella gemella di Walter Naugus. Inizialmente costei cerca di aiutare il fratello a recuperare i suoi poteri magici invadendo la base del Dr. Eggman ma vengono entrambi fermati da Eggman e dai suoi Egg Boss. Dopo la cattura, Wendy giura fedeltà a Eggman abbandonando Walter. Prende il suo aspetto da Witchcart, antagonista principale del gioco Tails' Skypatrol.

#### Antagonisti secondari
- Scourge the Hedgehog: noto in origine come Anti-Sonic o Evil Sonic, è un porcospino mobian di 17 anni, originario di una dimensione chiamata Moebius, dove i buoni sono cattivi e viceversa. Comparso per la prima volta nel numero 8, era inizialmente identico a Sonic se non per una giacca in pelle, un paio di occhiali da sole e degli stivali neri identici a quelli di Michael Jackson, è diventato con il tempo un personaggio ricorrente della serie. Da bambino ha avuto problemi di famiglia poiché suo padre, Anti-Jules, era propagatore della Grande Pace, opposto della Grande Guerra di Mobius. Cresciuto, insieme agli Anti-Freedom Fighters ha inquinato il mondo diventandone addirittura il re. Nel numero 160 ha assorbito una parte negativa del Master Emerald diventando verde, caratterisitica che lo distinse da Sonic fino al reboot. Era inoltre capo di una squadra di mercenari chiamata Destructix. Se assorbe gli Anarchy Beryl ("Berilli dell'Anarchia", controparte degli smeraldi) si trasforma in Super Scourge; nonostante il nome, il suo aspetto fisico e la potenza ricordano più un personaggio Hyper dei videogiochi. A causa del reboot è stato rimosso per motivi di diritti d'autore detenuti dal suo autore Ken Penders. Scourge è ancora oggi molto apprezzato dai fan.
- Fiona Fox: ex-fidanzata di Sonic, è una volpe mobiana rossa con lunghi capelli neri/castani originaria della dimensione principale. Entrata a far parte dei Destructix, si fidanza con Scourge e assume le redini del piano per far evadere l'intera squadra dalla Zone Jail.
- Eggman Nega: è un lontano parente del Dr. Eggman e arcinemico di Silver e di Blaze, è identico alla sua controparte videoludica. Nell'universo originale era inoltre un criminale interdimensionale attivamente ricercato dagli Zone Cops.

#### Altri antagonisti
- Dr. Albert W. Wily: l'antagonista principale del fumetto Mega Man. Ex-compagno di studi e ottimo amico del saggio Dr. Light, si ribellò a quest'ultimo e diventò uno scienziato malvagio e assetato di potere, nemico giurato di Mega Man e impossessandosi di 6 dei suoi robot, manomettendoli con l'intento di impadronirsi del mondo. Le sue prime invenzioni furono disastrose ma col tempo si mise al pari del suo ex collega e riuscì a costruire un androide dalle complicate fattezze come Zero, che poi destino vorrà trasformare nel migliore amico di Mega Man. Le sue assurde ambizioni per la dominazione del mondo sono identiche a quelle del Dr. Eggman. I due scienziati malvagi sono profondi alleati, nonché antagonisti dei due crossover tra le serie.
- Sigma: è uno degli antagonisti del fumetto Mega Man e dei due crossover. Inizialmente capo delle truppe anti-maverick, diviene egli stesso maverick dopo l'incontro con Zero e dà di fatto il via alla rivoluzione dei Maverick convertendo molti reploidi alla sua causa creando un esercito. Possiede notevoli abilità di combattimento e generalmente i suoi poteri vanno intensificandosi ad ogni nuova forma nel corso della serie.
- I Sei Nefastiː comparsi per la prima volta nel prequel ufficiale di Sonic Lost World, sono degli zeti secolari, nonché principali e feroci abitanti dell'Esamondo perduto. I sei membri sono Zavok, Zazz, Zeena, Zik, Zomom e Zor.
- Dark Gaia: un demone primordiale fatto di magma e fuoco, è il vero antagonista principale dopo il reboot. A causa della seconda Genesis Wave, il mondo è frammentato e conseguentemente si è risvegliato, pronto a sommergere il mondo nell'oscurità eterna. Il Dr. Eggman ha cercato di sfruttarlo per comandare la terra e fare il pieno al Death Egg senza però riuscirci. Nel numero 287 Dark Gaia viene distrutto da Super Sonic e dal Gaia Colossus, comandato da Chip.
- Bandanna Ghost:
- Bow Tie Ghost:
- Ifrit:
- Speedy: arci-rivale di Tails e figlio del Grande Badoru Kukku, è un picchio mobiano verde in grado di volare rapidamente. Compare per la prima volta nell'adattamento di Tails Adventure e dopo il riavvio fa parte degli Egg Boss.
- Dr. Fukurokov:
- Rosy the Rascal: è una controparte malvagia e sadica di Amy che prende il nome e l'aspetto da quello della ragazza durante la sua prima apparizione in Sonic CD.
- Tails Doll: è una bambola robotica dalle sembianze di Tails costruito dal Dr. Eggman, dotato di propria intelligenza. Viene trovata da Cream e portata a New Mobotropolis; sperando di trovare il suo proprietario, Cream si accorge che la bambola assorbe i naniti che compongono la città per potenziarsi, assumendo l'aspetto di un mostruoso verme in grado anche di depositare rifiuti tossici e scorie radioattive. Subito dopo il crossover, nel numero 252, il mostro ha le stesse abilità ma dal momento che Mobotropolis è una città autentica, assorbe materiali edili per mantenere la forma. Alla fine viene distrutta da Sonic e Tails, che avevano acquisito i ricordi dalle controparti dell'universo originale.
- Metal Knuckles: è un robot identico a Knuckles costruito da Eggman e usato principalmente dalla Legione Oscura, sua alleata. Ha un ruolo cruciale nel numero 244.

##### Team Hooligan
- Nack the Weasel: è una donnola-lupo mobian, feroce cacciatore di taglie ed ex-collega del Dr. Eggman. Compare per la prima volta nello speciale dedicato a Sonic the Hedgehog: Triple Trouble e con il tempo è diventato un antagonista ricorrente. Ogni volta che ha aiutato Eggman è sempre stato arrestato dai Freedom Fighters. Assieme a Bean e Bark fa parte del Team Hooligan. Prima del reboot aveva una sorella chiamata Nicolette the Weasel.
- Bean the Dynamite: è un picchio verde mobian, abile nel maneggiare esplosivi, membro del Team Hooligan. Compare per la prima volta nel numero 160 assieme a Bark.
- Bark the Polar Bear: è un muscoloso orso polare mobian, dotato di gran forza fisica. Assieme a Nack e Bean, fa parte del Team Hooligan.

##### Babylon Rogues
- Jet the Hawk:
- Wave the Swallow:
- Storm the Albatross:

## Adattamenti
Il fumetto Sonic the Hedgehog ha in genere trame originali, basate soprattutto su personaggi di vari mezzi di Sonic, ma ha anche fatto una serie di adattamenti. Per esempio, si è adattato un paio di episodi di Sonic the Hedgehog SatAM, così come adattamenti completi o parziali dei seguenti videogiochi:
- Sonic the Hedgehog Spinball (numero 6)
- Sonic the Hedgehog 3 (numero 13, & numero 291, inedito)
- Sonic CD (numero 25, & numero 290)
- Sonic & Knuckles (Sonic & Knuckles Special, con elementi di Sonic 2 per la mini-serie Sonic Quest)
- Sonic Triple Trouble (Sonic Triple Trouble Special)
- Knuckles' Chaotix (Knuckles' Chaotix Special)
- Sonic the Hedgehog 2 (In combinazione con Sonic & Knuckles per la miniserie Sonic Quest.) (numero 228-229 & numero 289)
- Sonic 3D Blast (Sonic Blast Special)
- SegaSonic the Hedgehog (Knuckles numero 26-28)
- Sonic Adventure (Super Special numero 13, e i numeri 79-84, originariamente progettati per essere 78-83, Knuckles numero 33-34 prima di essere cancellato dopo il numero 32)
- Sonic Shuffle (numero 92)
- Sonic Adventure 2 (numero 98, numero 124 & Sonic Universe numero 2)
- Shadow the Hedgehog (numero 157, numero 171, solo le origini di Shadow)
- Sonic Rush (numero 160 e numero 161)
- Sonic Riders (numero 163 e numero 164, Sonic Universe numero 33-35)
- Sonic Rush Adventure (numero 180, Sonic Universe numero 1)
- Sonic e gli Anelli Segreti[20]
- Sonic Chronicles: La Fratellanza Oscura (numero 191)[20]
- Sonic Unleashed (numero 193[20]; numero 256-287 & Sonic Universe numero 63 e Sonic Universe numero 90)
- Sonic e il Cavaliere Nero (numero 197)[20]
- Tails Adventure (Sonic Universe numero 17-20)
- Sonic Colours (numero 219)[20]
- Sonic the Hedgehog (videogioco 1991 16-bit) (numero 226-227)
- Sonic the Hedgehog 2 (numero 228-229 & numero 289)
- Sonic Generations (numero 230)[20]
- Sonic Riders: Zero Gravity (Sonic Universe numero 36)
- Sonic the Hedgehog 4 Episodio 2 (Sonic Super Special Magazine numero 3)
- Sonic Lost World (Sonic Halloween Comic Fest numero 1, Sonic Universe numero 76)
- Sonic & All-Stars Racing Transformed (Sonic Universe numero 45)[20]
- Sonic the Hedgehog 2 (8-bit) e Sonic the Fighters (numero 268-271)

### Le avventure di Sonic
- Le avventure di Sonic (numero 2, Episodio: "Nick contro Sonic")
- Le avventure di Sonic (numero 9, Episodio: "Pseudo-Sonic")
- Le avventure di Sonic (numero 268-271, Episodio: "Sonic è innamorato")

### Sonic the Hedgehog SatAM
- Sonic the Hedgehog SatAM (numero 38, inizia con Sonic a cantare la sigla)
- Sonic the Hedgehog SatAM (Super Special numero 8, episodio: "Ghost Busted")
- Sonic the Hedgehog SatAM (numero 113, episodio: "Cry of the Wolf")

### Sonic the Hedgehog: The Movie
- Sonic the Hedgehog: The Movie (Breve realtà nel numero 101)

## Casi legali

### Causa di Ken Penders
Nel gennaio 2009, tre anni dopo aver lasciato il fumetto, l'ex-sceneggiatore principale Ken Penders ha registrato i diritti d'autore su ogni storia e personaggio da lui creati per la serie principale e gli spin-off; l'ufficio dei diritti d'autore statunitense approvò le sue affermazioni nel 2010. Penders aveva intenzione di proseguire la sua storia Mobius 25 Years Later da indipendente e affermò che qualsiasi cosa utilizzasse i suoi lavori registrati all'ufficio dei diritti a partire dal numero 159 della serie principale era "essenzialmente non autorizzato". Fece tutto ciò dopo che alcuni fan gli chiesero se avesse qualcosa a che fare con l'uscita di Sonic Chronicles: La Fratellanza Oscura, cosa non vera; Penders credeva che il gioco usasse premesse e personaggi simili ai suoi per il fumetto e fece causa anche a EA (che aveva appena acquisito la BioWare) e Sega per questo e la causa fu archiviata due volte. Nello stesso anno, Archie Comics querelò Penders, con l'intento di riottenere i diritti su storie e personaggi; Archie affermò che Penders aveva violato il contratto con loro. Tuttavia la Archie non riuscì a procurare la copia originale del loro contratto con Penders, nemmeno quelli di tutti gli altri autori precedenti, aprendoli a cause legali successive.
Nel 2013, la causa finì in prescrizione e Penders ottenne i diritti su una quantità stimata di oltre 200 personaggi del fumetto in un accordo confidenziale con Archie Comics. Successivamente ha trasformato il suo progetto di proseguimento di Mobius 25 Years Later in The Lara Su Chronicles; Archie ha inizialmente eliminato i suoi personaggi dai fumetti futuri, riscrivendo i numeri a metà per rimuovere qualsiasi riferimento a loro e non ripubblicando le storie che li coinvolgevano, prima di riavviare completamente il canone tramite un retcon ed eliminando completamente non solo i suoi personaggi originali, ma anche quelli di tutti gli altri ex scrittori.

## Accoglienza
Il fumetto è stato accolto positivamente. Destructoid ha elogiato la serie a fumetti, in particolare i numeri pubblicati negli anni novanta, per l'aggiunta di ulteriori retroscena e il carattere di interazione presentato nei videogiochi di Sonic per il Sega Genesis.

### Eredità
Molti elementi originali della serie sono stati poi aggiunti nei videogiochi: alcuni esempi sono Eggnet (la rete informatica di Eggman), il termine "Super Badnik" per indicare i robot più grandi e il nome Abraham Tower per il comandante della G.U.N.